# Gerard Maarse
Gerardus „Gerard“ Maarse (* 1. März 1929 in Wilnis; † 27. Dezember 1989 in Ermelo) war ein niederländischer Eisschnellläufer.

## Werdegang
Maarse nahm von 1949 bis 1956 an internationalen Wettbewerben teil. Dabei kam er in der Saison 1951/52 bei der Mehrkampfeuropameisterschaft 1952 in Östersund auf den 13. Platz und bei der Mehrkampfweltmeisterschaft 1952 in Hamar auf den 16. Rang im Großen Vierkampf. Beim Saisonhöhepunkt, den Olympischen Winterspielen 1952 in Oslo, wurde er Zwölfter über 1500 m und Achter über 500 m. In den folgenden Jahren lief er bei der Mehrkampfeuropameisterschaft 1953 in Hamar auf den 16. Platz, bei der Mehrkampfweltmeisterschaft 1953 in Helsinki auf den 20. Rang und bei der Mehrkampfeuropameisterschaft 1954 in Davos auf den 14. Platz im Großen Vierkampf. In der Saison 1954/55 belegte er bei der Mehrkampfeuropameisterschaft 1955 in Falun den 19. Platz und bei der Mehrkampfweltmeisterschaft 1955 in Moskau den 20. Rang im Großen Vierkampf. Zudem holte er im Jahr 1955 seinen einzigen Meistertitel bei niederländischen Meisterschaften im Mehrkampf. In seiner letzten Saison als aktiver Sportler kam er bei der Mehrkampfeuropameisterschaft 1956 in Helsinki auf den 18. Platz und bei der Mehrkampfweltmeisterschaft 1956 in Oslo auf den 20. Rang im Großen Vierkampf. Beim Saisonhöhepunkt, den Olympischen Winterspielen 1956 in Cortina d’Ampezzo, belegte er den 22. Platz über 500 m, den 18. Rang über 5000 m und den 11. Platz über 1500 m.

## Erfolge

### Olympische Spiele
- 1952 Oslo: 8. Platz 500 m, 12. Platz 1500 m
- 1956 Cortina d’Ampezzo: 11. Platz 1500 m, 18. Platz 5000 m, 22. Platz 500 m

### Mehrkampf-Weltmeisterschaften
- 1952 Hamar: 16. Platz Großer Vierkampf
- 1953 Helsinki: 20. Platz Großer Vierkampf
- 1955 Moskau: 20. Platz Großer Vierkampf
- 1956 Oslo: 20. Platz Großer Vierkampf

### Mehrkampf-Europameisterschaften
- 1952 Östersund: 13. Platz Großer Vierkampf
- 1953 Hamar: 16. Platz Großer Vierkampf
- 1954 Davos: 14. Platz Großer Vierkampf
- 1955 Falun: 19. Platz Großer Vierkampf
- 1956 Helsinki: 18. Platz Großer Vierkampf

## Persönliche Bestleistungen
| Disziplin | Zeit        | Datum           | Ort         |
| --------- | ----------- | --------------- | ----------- |
| 500 m     | 42,9 s      | 24. Januar 1953 | Davos       |
| 1000 m    | 1:30,4 min  | 2. Februar 1954 | Davos       |
| 1500 m    | 2:13,1 min  | 30. Januar 1956 | Misurinasee |
| 3000 m    | 4:56,3 min  | 3. Januar 1956  | Hamar       |
| 5000 m    | 8:11,1 min  | 29. Januar 1956 | Misurinasee |
| 10.000 m  | 17:12,3 min | 21. Januar 1956 | Davos       |